# باشگاه فوتبال کاواسه ۱۹۱۹
باشگاه فوتبال کاواسه ۱۹۱۹ (انگلیسی: Cavese 1919) یک باشگاه فوتبال مستقر در کاوا د تیرنی، ایتالیا است که در حال حاضر در سری سی ایتالیا، سومین سطح لیگ فوتبال در این کشور به فعالیت می‌پردازد.
آن‌ها بازی‌های خانگی خود را در ورزشگاه سیمونتا لامبرتی، مستقر در کاوا د تیرنی انجام می‌دهند که به اندازه ۵۲۰۰ صندلی گنجایش پذیرش تماشاگر دارد.

## تاریخچه
این تیم در سال ۱۹۱۹ به عنوان انجمن ورزشی کاواسه تأسیس شد و اولین مسابقه خود را در برابر سالرنتینا برگزار کرد که با پیروزی ۳–۲ برای عقاب‌ها به پایان رسید. در سال ۱۹۲۲، تیم با باشگاه ورزشی لیبرتاس، یک تیم محلی دیگر، ادغام شد تا تیمی رقابتی‌تر بسازد. همان سال، تیم به پریما دیویسیونه (معادل سری آ امروزی) پذیرفته شد. پس از چند سال در نزدیکی انتهای جدول، مرگ مربی آنها و یک بحران اقتصادی منجر به سقوط آنها در سال ۱۹۲۵ شد.
پس از ۱۰ سال در سطوح پایین‌تر فوتبال ایتالیا، باشگاه فوتبال کاواسه ۱۹۱۹ در سال ۱۹۳۷ به پریما دیویسیونه (در آن زمان چهارمین سطح فوتبال حرفه‌ای) صعود کرد. با یک استادیوم جدید به نام ورزشگاه فرانسیس پالمنتیری و بازیکن ستاره ویرجیلیو فلیچ لئوراتو، عقاب‌ها به سری سی صعود کردند. با این حال، در سال ۱۹۴۸، باشگاه با مشکلات اقتصادی بیشتری مواجه شد و دوباره به دسته‌های پایین‌تر بازگشت. در سال ۱۹۶۴، باشگاه با وجود تنبیه ۳ امتیازی به سری دی راه یافت. در سال ۱۹۷۴، کاواسه با پرو سالرنو، یک تیم دیگر سری دی ادغام شد و نام خود را به پرو کاواسه تغییر داد. پس از ادغام، چندین باشگاه، باشگاه جدیدی به نام «پرو سالرنو» تأسیس شد Pro Cavese در سری سی ۱۹۷۸–۱۹۷۷ و به سری سی بازگشت و در سال ۱۹۸۰ نام اصلی خود را بازپس گرفت.
در سال ۱۹۸۱، کاواسه توانست اولین (و تنها) صعود خود به سری بی را به دست آورد. اولین فصل سری بی برای کاواسه با مقام ۱۵ به پایان رسید که به تیم اجازه داد از سقوط اجتناب کند. فصل ۱۹۸۳–۱۹۸۲ سری بی، بهترین فصل تاریخ این تیم کامپانیایی بود، در واقع، کاواسه تقریباً به صعود به سرس آ نزدیک شد و نیمه اول فصل را در مقام سوم به پایان رساند که به صعود منجر می‌شد و در پایان فصل در مقام ششم قرار گرفت. آن فصل به ویژه به خاطر پیروزی ۲–۱ در ورزشگاه سن سیرو در برابر باشگاه فوتبال آ.ث. میلان به یاد می‌آید. گلزنان این بازی جو جوردن برای میلان و تیولی و دی میکله برای کاواسه بودند. با این حال، در فصل بعد، کاواسه به سری سی۱ سقوط کرد و دیگر نتوانست به سری بی بازگردد. این تیم حتی در سال ۱۹۹۱ از فوتبال ایتالیا حذف شد و با نام باشگاه فوتبال کاواسه ۱۹۱۹ به اچلنتسا کامپانیا بازگشت.
در دهه ۲۰۰۰، کاواسه به لیگ‌های حرفه‌ای ایتالیا بازگشت و در فصل ۲۰۰۶–۲۰۰۵ سری سی۲ توانست این دسته را ببرد و به سری سی۱ بازگردد. در فصل ۲۰۰۷–۲۰۰۶ سری سی۱، مقام سوم در فصل به کاواسه اجازه داد تا در پلی‌آف‌های صعود شرکت کند: پس از شکست ۵–۲ در بازی رفت مقابل فوجیا، کاواسه تقریباً در بازی برگشت آن را جبران کرد و با پیروزی ۳–۱ حذف شد که به خاطر گل دیرهنگام فوجیا در وقت اضافه بود.
آنها در اوایل سال ۲۰۰۹ در یک بازی دوستانه ناپولی را ۲–۱ شکست دادند.
از سال ۲۰۱۰، هواداران باشگاه همچنین به سهامداران تبدیل شدند. عکاس محلی، میکله آنجلو سیکا، به سمت مدیر اجرایی (ایتالیایی: Amministratore unico) منصوب شد.
در پایان فصل ۲۰۱۱–۲۰۱۰ لیگا پرو پروما دیویسیونه (سری سی۱ سابق)، کاواسه به لیگا پرو سکوند دیویسیونه (سری سی۲ سابق) سقوط کرد. اما در ژوئیه ۲۰۱۱، باشگاه به تصمیم Co.Vi.So.C. در مورد حذف تیم اول از فوتبال حرفه‌ای اعتراض نکرد.
سیکا همچنین در اوت ۲۰۱۱ بیانیه‌ای مطبوعاتی صادر کرد که در آن اعلام کرد لوگو و رنگ باشگاه بدون تأیید توسط دیگران استفاده شده است. باشگاه فوتبال کاواسه ۱۹۱۹ در فصل ۲۰۱۱–۱۲ در یک لیگ محلی به نام کمپیوناتو رگیوناله دی اتیویتا میستا شرکت کرد.
عضویت باشگاه فوتبال کاواسه ۱۹۱۹ در فدراسیون فوتبال ایتالیا در نهایت در ژوئن ۲۰۱۶ لغو شد، با وجود اینکه باشگاه نام "کاواسه ۱۹۱۹" را به باشگاه فینیکس داده بود.